# Caelo tonantem credidimus Iovem regnare
 Caelo tonantem credidimus Iovem regnare  лат. (изговор: цело тонантем кредидимус јовем регнаре). Повјеровали смо да Јупитер влада небом када смо чули како грми. (Хорације)

## Поријекло изрека
Изрекао Римски лирски пјесник Хорација у посљедњем вијеку старе ере.“

## Тумачење
Моћ се мора осјетити. „Зато  Бога призивају када су у невољи“. Невјерни  апостол Тома, тек када је додирнуо  Исусове ране, повјеровао је у његово васкрсење  .